# Karl von Gründler
Karl Julius Gründler, seit 1855 von Gründler (* 22. Dezember 1819 in Friedberg (Hessen); † 22. Januar 1898 in Charlottenburg) war ein preußischer Generalmajor.

## Leben

### Herkunft
Seine Eltern waren der Stabsquartiermeister Christian Gründler († 1836) und dessen Ehefrau Johanette, geborene Reiber († 1844).

### Werdegang
Nach dem Besuch des Gymnasiums in Darmstadt trat Gründler am 22. Dezember 1835 als Musketier in das 1. Infanterie-Regiment (Leib-Garde-Regiment) der Großherzoglich Hessischen Armee ein und avancierte bis Anfang April 1842 zum Leutnant. Vom 8. Februar 1843 bis zum 15. Dezember 1847 war er aufgrund seines Zeichentalents zur Plankammer des General-Quartiermeisterstabes und dazwischen in den Jahren 1846/47 für jeweils drei Monate zur Pionierkompanie kommandiert. Am 7. August 1848 erfolgte seine Ernennung zum Adjutanten des I. Bataillons und in dieser Eigenschaft nahm er während der Niederschlagung der Badischen Revolution an den Gefechten bei Freiburg im Breisgau, Ober-Laudenbach, Hemsbach und Weinheim teil. Gründler stieg Anfang April 1849 zum Oberleutnant auf und war von Februar 1850 bis Oktober 1854 zum Kriegsministerium in Darmstadt sowie ab Januar 1855 zum General-Quartiermeisterstab kommandiert. Großherzog Ludwig III. erhob Gründler am 6. September 1855 in den erblichen Adelsstand.
In den Jahren 1857/58 war er auch Mitglied der allgemeinen Offiziers-Prüfungskommission. Gründler stieg am 27. März 1859 zum Hauptmann auf und nahm im September 1861 als Beobachter an den preußischen Manövern des VII. und VIII. Armee-Korps teil. Während des Krieges gegen Preußen nahm er 1866 am Gefecht bei Gerchsheim teil, wurde nach dem Krieg Ende Januar 1867 Major und war ab Mai 1868 für sechs Wochen zum Kaiser Alexander Garde-Grenadier-Regiment Nr. 1 nach Berlin kommandiert, um sich mit dem Exerzierreglement vertraut zu machen. Nachdem Gründler Anfang Dezember 1868 zum Oberstleutnant aufgerückt war, wurde er Mitte November 1869 Führer des I. Bataillons im 4. Rheinischen Infanterie-Regiments Nr. 30 in Mainz.
Nach dem Beginn des Krieges gegen Frankreich beauftragte man Gründler am 7. September 1870 mit der Führung des 4. Infanterie-Regiments (Prinz Carl) und ernannte ihn am 23. September 1870 zum Regimentskommandeur. Er führte seinen Verband während der Belagerungen von Straßburg und Metz sowie bei Orléans, Beaugency, Montlivault, Chambord und Vienne.
Für sein Wirken mit dem Eisernen Kreuz II. Klasse und dem Militär-Verdienstkreuz ausgezeichnet, wurde Gründler nach dem Friedensschluss am 10. Oktober 1871 Oberst und am 1. Januar 1872 im Zuge der Militärkonvention in seiner Stellung in den Verband der Preußischen Armee übernommen. Unter Stellung à la suite seines Regiments erfolgte am 6. Februar 1873 seine Versetzung als Kommandant nach Kolberg. Am 21. Juli 1876 wurde Gründler mit dem Charakter als Generalmajor und mit Pension zur Disposition gestellt. Zu seiner Verabschiedung erhielt er das Komturkreuz II. Klasse des Verdienstordens Philipps des Großmütigen und aus Anlass des 150-jährigen Jubiläums des Infanterie-Regiments „Prinz Carl“ (4. Großherzoglich Hessisches) Nr. 118 Mitte Januar 1891 den Kronen-Orden II. Klasse. Am 22. August 1891 wurde ihm der Abschied mit seiner Pension bewilligt. Er starb am 22. Januar 1898 in Charlottenburg an Magenkrebs.

### Familie
Gründler heiratete am 23. Oktober 1855 in Paignton Frances Maria Baillie (* 1821). Das Paar hatte mehrere Kinder:
- Therese (1856–1911) ⚭ 1874 Wilhelm Isenbart (1843–1908), preußischer Generalmajor
- Hugo (1858–1865)